# 2008年1月逝世人物列表
2008年逝世人物列表：1月 - 2月 - 3月 - 4月 - 5月 - 6月 - 7月 - 8月 - 9月 - 10月 - 11月 - 12月
2008年1月逝世人物列表，是用於匯總2008年1月期間逝世人物的列表。

## 依日期排序

### 1日
- 张希庸，91岁，中国人民解放军北京军区空军原顾问，福州军区空军原政治委员。[1]
- 薩爾瓦多·博南諾（Salvatore Bonanno），75歲，美國黑幫，心臟病發作。[2]
- 彼得·卡弗里（Peter Caffrey），58歲，愛爾蘭演員（Ballykissangel，Coronation Street，Glenroe），中風併發症。 [3]
- 普拉塔普·錢德拉·欽德，89歲，印度內閣部長（1977-1980），心臟病。[4]
- 哈羅德·科西尼（Harold Corsini），88歲，美國攝影師，中風。[5]
- 查克·丹尼爾（Chuck Daniel），74歲，美國棒球運動員。[6]
- 哈拉爾德·迪爾曼（Harald Deilmann），87歲，德國建築師和作家。[7]
- Len Dockett，87歲，澳大利亞足球運動員。[8]
- 伊雷娜·戈爾斯卡-達米卡（Irena Górska-Damięcka），97歲，波蘭女演員。[9]
- 約翰·格蘭維爾，33歲，美國外交官，殺人。[10]
- 菲力浦·霍加蒂（Philip Hogarty），19歲，愛爾蘭國際象棋聯盟主席，車禍。[11]
- 埃裡希·卡斯特納（Erich Kästner），107歲，德國法學家，也是最後一位已知的第一次世界大戰老兵。[12]
- T. Maheswaran，47歲，斯裡蘭卡政治家，內閣部長，被槍殺。[13]
- 盧卡斯·桑（Lucas Sang），46歲，肯亞跑步運動員，1988年奧運選手，殺人案。[14]
- Wanda Sieradzka de Ruig，84歲，波蘭作家、詩人、記者和翻譯家。[15]
- 奧列格·托爾馬切夫（Oleg Tolmachev），88歲，俄羅斯冰球運動員和教練。[16]

### 2日
- 亨利·安德里厄（Henri Andrieux），76歲，法國奧運自行車運動員。[17]
- 喬伊斯·卡爾森（Joyce Carlson），84歲，美國藝術家，迪士尼小世界遊樂設施的設計師，癌症。[18]
- 李·德雷福斯（Lee S. Dreyfus），81歲，美國政治家，威斯康星州州長（1979-1983）。[19]
- 喬治·麥克唐納·弗雷澤（George MacDonald Fraser），82歲，英國小說家（哈裡·佩吉特·弗萊克曼）和編劇（《八爪魚》《三個火槍手》），癌症。[20]
- 布萊斯·麥克（Brice Mack），90歲，美國動畫師（《灰姑娘》《彼得潘》《幻想曲》）。[21]
- Keith McCance，78歲，澳大利亞政治家，維多利亞州立法議會議員（1979-1989）。[22]
- G. G. Njuguna Ngengi，肯亞政治家，殺人案。[23]
- 胡里奧·馬丁內斯·普拉達諾斯（Julio Martínez Pradanos），84歲，智利體育記者，癌症。[24]
- Robert C. Schnitzer，101歲，美國演員、製片人和教育家。[25]
- 君特·舒伯特（Günter Schubert），69歲，德國演員。[26]
- Gerry Staley，87歲，美國棒球投手（芝加哥白襪隊），自然原因。[27]
- 甘拉亚妮·瓦塔娜，84歲，泰國公主，普密蓬·阿杜德國王的長姐，癌症。[28]
- 愛德華·韋爾奇（Edward F. Welch， Jr.），83歲，美國海軍上將，心力衰竭。[29]

### 3日
- 林默涵，95歲，中國文藝理論家、藝術教育家、原中國文聯黨組書記，執行副主席。[30]
- 亞歷山大·阿卜杜洛夫（Aleksandr Abdulov），54歲，俄羅斯演員，肺癌。[31]
- 傑克·阿蘭森（Jack Aranson），83歲，英國演員，肺炎。[32]
- 埃德爾米羅·阿雷瓦洛，78歲，巴拉圭足球運動員。[33]
- 崔堯三，35歲，韓國拳擊手，WBC輕量級冠軍，腦溢血。[34]
- 亨利·肖邦，85歲，法國詩人和藝術家。[35]
- 娜塔莎·柯林斯（Natasha Collins），31歲，英國電視節目主持人。[36]
- 維爾納·多林格（Werner Dollinger），89歲，德國政治家。[37]
- Petru Dugulescu，62歲，羅馬尼亞浸信會牧師，詩人和政治家，心臟病發作。[38]
- 米爾特·鄧內爾（Milt Dunnell），102歲，加拿大體育作家。[39]
- 布奇·費爾克（Butch Felker），62歲，堪薩斯州托皮卡市市長，癌症患者。[40]
- 吉伯特·哈裡森（Gilbert A Harrison），92歲，美國雜誌編輯。[41]
- 約瑟夫·拉扎羅（Joseph Lazarow），84歲，美國新澤西州大西洋城市長。[42]
- 赫爾曼·勒孔特（Herman Le Compte），78歲，比利時醫生，“維生素醫生”，心臟病發作。[43]
- 安東尼奧·馬蒂亞斯（Antônio Matias），44歲，葡萄牙柔道運動員。[44]
- 安德魯·J·歐姆斯特德（Andrew J. Olmsted），37歲，駐伊拉克美軍博主，被槍殺。[45]
- 利桑德羅·奧特羅，75歲，古巴作家。[46]
- 尼古拉·普扎諾夫，69歲，俄羅斯蘇聯冬季兩項運動員，1968年奧運會金牌得主。[47]
- 馬諾洛·雷耶斯（Manolo Reyes），83歲，美國西班牙文新聞播音員，帕金森病。[48]
- 吉米·斯圖爾特（Jimmy Stewart），76歲，英國賽車手。[49]
- O.G. Style，37歲，美國說唱歌手，腦動脈瘤。[50]

### 4日
- 楊官璘，82歲，中國象棋特級大師。[51]
- 嚴克強，74歲，水利部原副部長、中華全國工商業聯合會原副主席、中國無黨派人士。[52]
- 宋宦勳，77歲，台灣資深棒球人，中華職棒元年味全龍隊總教練。[53]
- 維亞切斯拉夫·安巴楚米揚，67歲，俄羅斯足球運動員，被車撞。[54]
- 比約恩·奧德瑪·安德森（Bjørn Odmar Andersen），64歲，挪威足球運動員。[55]
- 伯納德·奧德利爵士，83歲，英國商人和慈善家。[56]
- 基思·巴克斯特（Keith Baxter），36歲，搖滾樂隊3 Colours Red的英國鼓手，肝功能衰竭。[57]
- 澤維爾·查莫羅·卡德納爾（Xavier Chamorro Cardenal），75歲，尼加拉瓜《新日報》編輯，心力衰竭。[58]
- 斯蒂格·克拉松（Stig Claesson），79歲，瑞典作家。[59]
- 弗農·德里克（Vernon Derrick），74歲，美國音樂家。[60]
- 埃米利奧·貝納文特·埃斯昆，93歲，西班牙格拉納達主教。[61]
- Mort Garson，83歲，加拿大電子音樂家，腎功能衰竭。[62]
- 赫伯特·凱普勒（Herbert Keppler），82歲，美國攝影記者。[63]
- 瑪麗安·基弗（Marianne Kiefer），79歲，德國女演員。[64]
- 蓝钦熹，40歲，新加坡演員和喜劇演員。[65]
- 約翰·奧多諾霍（John O'Donohue），52歲，愛爾蘭詩人、哲學家和牧師。[66]
- 格雷厄姆·珀西（Graham Percy），69歲，英國兒童讀物插畫家。[67]
- Jens Quistgaard，88歲，丹麥國際設計公司（Dansk International Designs）的工業設計師。[68]
- 比爾·拉姆齊（Bill Ramsey），87歲，美國棒球運動員。[69]
- 亨利·薩沃里（Henry Savory），93歲，英國板球運動員。[70]
- 伯特·沃克（Bert Walker），88歲，紐西蘭政治家，內閣部長。[71]
- 克勞德·沃特漢姆（Claude Whatham），80歲，英國電影和電視導演。[72]

### 5日
- 路易士·阿吉拉爾·萊昂（Luis E. Aguilar Leon），81歲，古巴記者、教授和歷史學家。
- 托尼·安布羅斯（Tony Ambrose），74歲，英國拉力賽車手。[73]
- 約翰·阿什利（John Ashley），77歲，加拿大國家冰球聯盟裁判，心力衰竭。[74]
- 羅溫·艾爾斯（Rowan Ayers），85歲，英國電視製片人。[75]
- 蜜雪兒·孔特（Michel Conte），75歲，法國出生，歸化加拿大編舞家，作詞家和電影音樂和電視音樂作曲家。[76]
- 喬瓦尼·里納爾多·科羅納斯（Giovanni Rinaldo Coronas），89歲，義大利政治家、警察局長和內政部長。[77]
- 菲力浦·菲加（Phillip S. Figa），56歲，美國聯邦法官，腦瘤。[78]
- 雷蒙德·福爾尼（Raymond Forni），66歲，法國政治家，國民議會議長，白血病。[79]
- 湯瑪斯·塞西爾·格雷（Thomas Cecil Gray），94歲，英國麻醉學先驅。[80]
- 克林頓·格裡巴斯（Clinton Grybas），32歲，澳大利亞體育評論員，硬膜外血腫。[81]
- Louis Hon，83歲，法國足球運動員。[82]
- 愛德華·科沃辛斯基（Edward Kłosiński），65歲，波蘭電影攝影師。[83]
- 羅納德·李·摩爾（Ronald Lee Moore），40歲，美國逃犯和連環殺手嫌疑人，上吊自殺。[84]
- 路易士·帕切科（Luiz Pacheco），82歲，葡萄牙作家。[85]
- 愛琳·裡德（Irene Reid），77歲，美國爵士歌手，心臟驟停
- İhsan Saraçlar，79歲，土耳其法學家和政治家。[86]

### 6日
- 陳大姑，86歲，俗名陳鴻珍，台灣的一貫道精神領袖，發一組崇德道場創辦人。[87]
- Shmuel Berenbaum，87歲，美國東正教拉比和rosh yeshiva，胃癌。[88]
- 傑克·布羅德（Jack Brod），98歲，美國帝國大廈的最後一位原始租戶。[89]
- 阿拉凡·卡馬拉（Arafan Camara），60歲，幾內亞政治家。[90]
- 鮑勃·萊蒙德（Bob LeMond），94歲，美國廣播電視播音員（Leave It to Beaver）。[91]
- Cy Leslie，85歲，匹克威克唱片公司（Pickwick Records）和米高梅/UA家庭娛樂集團（MGM/UA Home Entertainment Group）的美國創始人。[92]
- Alekos Michaelides，74歲，塞普勒斯政治家，外交部長。[93]
- 尤努斯·穆罕默德（Yunus Mohamed），57歲，南非律師和反種族隔離活動家。[94]
- 肯·尼爾森（Ken Nelson），96歲，美國唱片製作人，鄉村音樂名人堂成員。[95]
- 安德斯·保魯德（Anders Paulrud），56歲，瑞典作家和記者，肺癌。[96]
- 普拉莫德·卡蘭·塞西（Pramod Karan Sethi），80歲，印度整形外科醫生，齋浦爾足的發明者，心臟驟停。[97]
- 小查理·斯蒂爾（Charlie Steele Jr.），77歲，紐西蘭足球運動員。[98]
- 維托里奧·托馬塞蒂（Vittorio Tomassetti），77歲，義大利法諾-福松布隆-卡利-佩爾戈拉主教。[99]

### 7日
- 菲力浦·阿吉（Philip Agee），72歲，美國中央情報局特工，穿孔性潰瘍手術併發症。[100]
- 拉斐爾·德·班菲爾德（Raffaello de Banfield），85歲，英國作曲家。[101]
- 羅伯特·錢德蘭（Robert Chandran），57歲，Chemoil新加坡首席執行官，直升機墜毀。[102]
- Maryvonne Dupureur，70歲，法國長跑運動員，1964年奧運會獎牌得主。[103]
- Houston I. Flournoy，78歲，美國加利福尼亞州議會議員（1961-1967），加利福尼亞州主計長（1967-1975）。[104]
- 德特勒夫·克勞斯，88歲，德國鋼琴家。[105]
- 安德列·庫倫諾伊，35歲，俄羅斯田徑運動員，全國三級跳遠冠軍。[106]
- 巴迪·勒魯（Buddy LeRoux），77歲，波士頓紅襪隊的美國老闆，自然原因。[107]
- 鮑裡斯·盧里（Boris Lurie），83歲，美國藝術家和作家。[108]
- 文森特·梅利（Vincent Meli），87歲，底特律夥伴關係的美國成員，骨癌。[109]
- 博佐·米勒（Bozo Miller），89歲，美國競爭性食客，自然原因。[110]
- 漢斯·蒙德曼（Hans Monderman），62歲，荷蘭交通工程師，癌症。[111]
- 馬塞爾·穆利（Marcel Mouly），88歲，法國畫家。[112]
- 楊金美，81歲，印尼羽毛球運動員。[113]
- Alwyn Schlebusch，90歲，南非政治家，副總統（1981-1984）。[114]
- 讓-克勞德·弗里納特（Jean-Claude Vrinat），71歲，Taillevent餐廳的法國老闆，肺癌。[115]
- 魏文華，41歲，中國博主，被毆打。[116]

### 8日
- D. M. Dassanayake，54歲，斯裡蘭卡國家建設部長，路邊炸彈。[117]
- 吉姆·杜利（Jim Dooley），77歲，美式橄欖球運動員和教練（芝加哥熊隊），肌萎縮側索硬化症。[118]
- 蓋伊·漢斯（Guy Hance），74歲，比利時政治家。[119]
- Bjarni Jónsson，73歲，冰島畫家。[120]
- 摩西·列維，71歲，以色列國防軍參謀長（1983-1987），中風。[121]
- 佐治摩亞（George Moore），84歲，澳大利亞騎師和教練。[122][123]
- 克萊德·奧蒂斯（Clyde Otis），83歲，美國詞曲作者和唱片製作人。[124]
- 歐文·佩雷斯（Irvan Perez），85歲，美國Isleñodécima歌手和木雕家，心臟病發作。[125]
- 史蒂夫·里齊克（Steve Ridzik），78歲，美國棒球運動員（費城費城人隊），心臟病。[126]
- 穆罕默德·薩德利（Mohammad Sadli），85歲，印尼政治家。[127]
- 茜茜·斯图尔特（Cissie Stewart），96歲，英國奧運游泳運動員。[128]
- 许根俊，72歲，中國生物化學家，中國科學院院士。[129]

### 9日
- 夏尔·费伦巴赫（法語：Charles Fehrenbach），93岁，法国天文学家。[130]
- 保羅·艾姆森，64歲，英格蘭足球運動員（曼城，約克城），心臟病發作。[131]
- 豪爾赫·安納亞（Jorge Anaya），81歲，阿根廷海軍上將，心力衰竭。[132]
- 鮑比·比斯利（Bobby Beasley），72歲，愛爾蘭騎師和賽馬訓練師。[133]
- 亞當·巴特勒爵士，76歲，英國國會議員（1970-1987）和部長。[134]
- 瓦茨拉夫·切沃納，85歲，捷克奧運運動員。[135]
- Carmine Furletti，81歲，巴西實業家，克魯塞羅總裁。[136]
- Mehran Ghassemi，30歲，伊朗記者，心力衰竭。[137]
- 約翰尼·格蘭特（Johnny Grant），84歲，美國藝人，好萊塢名譽市長。[138][139]
- 約翰·哈威-鐘斯爵士，83歲，英國商人和媒體人。[140]
- 沃爾特·卡瓦諾（Walter J. Kavanaugh），74歲，美國政治家，糖尿病併發症。[141]
- Roi Kwabena，51歲，特立尼達文化人類學家，肺癌。[142]
- 薩拉·米斯奎茲（Sara Misquez），62歲，新墨西哥州梅斯卡萊羅阿帕奇（Mescalero Apache）的美國總統（1999-2003），車禍。[143]
- 彼得·奧唐納（Peter O'Donnell），68歲，澳大利亞奧運水手金牌得主（1964年），癌症。[144]
- Erna Sondheim，103歲，德國擊劍運動員。[145]
- 盧·斯賓塞（Lew Spence），87歲，美國詞曲作者。[146]
- 約翰·威利斯爵士，70歲，英國空軍元帥。[147]
- 蒂姆·威洛比（Tim Willoughby），53歲，澳大利亞1984年奧運會賽艇獎牌得主，心臟病發作。[148]

### 10日
- Pandiyan，49歲，泰米爾演員和政治家（《印度時報》），黃疸導致肝衰竭。[149]
- 克裡斯托弗·鮑曼（Christopher Bowman），40歲，美國奧運花樣滑冰運動員，意外吸毒過量。[150]
- 傑克·伊格爾（Jack Eagle），81歲，美國喜劇演員和演員（繼母，她不是很好嗎）。[151]
- Ray M. Flavin，95歲，美國政治家。[152]
- 阿卜杜勒-阿齊茲·高爾基（Abdelaziz Gorgi），79歲，突尼西亞畫家。[153]
- 安德列斯·赫內斯特羅薩（AndrésHenestrosa），101歲，墨西哥作家和政治家，薩波特克語的支援者。[154]
- 喬治·拉金（George Laking），95歲，紐西蘭外交官和公務員。[155]
- 安德列·馬利埃（Andrée Marlière），73歲，比利時首席芭蕾舞演員，編舞家和畫家，癌症。[156]
- 艾倫·麥凱克恩（Allan McEachern），81歲，加拿大法學家，不列顛哥倫比亞省最高法院首席大法官。[157]
- 米哈伊爾·米寧（Mikhail Minin），85歲，俄羅斯士兵，1945年在國會大廈升起蘇聯國旗。[158]
- 傑弗里·穆森（Sir Geoffrey Musson），97歲，英國陸軍上將。[159]
- 長澤勝俊，84歲，日本作曲家。[160]
- Maila Nurmi，85歲，芬蘭女演員（《外太空計劃9》《垮掉的一代》）。[161]
- 张立昌，68歲，中國政治家，政治局委員。[162]

### 11日
- 穆罕默德·阿拉姆（Mohammad Alam），61歲，孟加拉攝影記者。[163]
- 何塞·貝洛（José Bello），103歲，西班牙知識份子和作家。[164]
- 彼特·坎多利（Pete Candoli），84歲，美國大樂隊時代的爵士小號手，前列腺癌。[165]
- Murray Cohl，78歲，加拿大電影製片人，多倫多電影節和加拿大星光大道聯合創始人，肝癌。[166]
- 艾德蒙·希拉里（Sir Edmund Hillary），88歲，紐西蘭登山家，也是第一個登上珠穆朗瑪峰頂峰的人（與丹增·諾爾蓋一起），心力衰竭。[167]
- Carl Karcher，90歲，Carl's Jr.餐廳的美國創始人，帕金森病併發症。[168]
- 弗蘭克·拉夫蘭（Frank Loughran），77歲，澳大利亞國際足球運動員。[169]
- 南希·費蘭（Nancy Phelan），94歲，澳大利亞作家。[170]

### 12日
- 查理·艾特肯（Charlie Aitken），75歲，蘇格蘭足球運動員。[171]
- 根納季·巴欽斯基（Gennady Bachinsky），36歲，俄羅斯電視和廣播名人，車禍。[172]
- 伊莎貝爾·貝內特（Isobel Bennett），98歲，澳大利亞海洋科學家。[173]
- 格溫多林·布裡特（Gwendolyn T. Britt），66歲，自2003年起擔任美國馬里蘭州參議員。[174]
- 霍華德·道爾頓爵士（Sir Howard Dalton），63歲，英國微生物學家，DEFRA首席科學顧問。[175]
- 阿德里亞諾·岡薩雷斯·萊昂，76歲，委內瑞拉作家。[176]
- 安赫爾·岡薩雷斯·穆尼茲，82歲，西班牙詩人。[177]
- 馬蒂·亨丁（Marty Hendin），59歲，美國聖路易斯紅雀隊社區關係副總裁，癌症。[178]
- Leszek Jezierski，79歲，波蘭足球運動員和教練。[179]
- 50歲的俄羅斯卡巴爾達-巴爾卡里亞警察局局長阿納托利·基亞羅夫（Anatoly Kyarov）被槍殺。[180]
- 詹妮弗·穆薩（Jennifer Musa），90歲，愛爾蘭出生的巴基斯坦政治家。[181]
- 路易斯·亞歷山大·雷蒙（Louis Alexandre Raimon），85歲，法國美髮師。[182]
- 斯坦尼斯瓦夫·威切赫（Stanisław Wycech），105歲，波蘭最後一戰老兵。[183]

### 13日
- 陳錫祺，96歲，廣州中山大學歷史學家。[184]
- 喬·伯克（Joe Burk），93歲，美國賽艇冠軍，手術併發症。[185]
- 約翰·哈威（John Harvey），87歲，英國政治家，沃爾瑟姆斯托東區議員（1955-1966）。[186]
- 謝爾蓋·拉林（Sergej Larin），51歲，立陶宛男高音。[187]
- 約翰尼·波德雷斯，75歲，美國棒球投手（布魯克林道奇隊），1955年世界大賽MVP。[188]
- 賈法爾·沙希迪（Jafar Shahidi），89歲，伊朗語言學家和歷史學家。
- 多琳·托維（Doreen Tovey），89歲，英國作家。[189]
- 派翠夏·韋爾杜戈（Patricia Verdugo），61歲，智利作家、記者和侵犯人權行為調查員，癌症。[190]
- Walter Zimper，65歲，奧地利政治家。[191]

### 14日
- 吳京，75歲，中華民國中央研究院第16屆(數理科學組)院士，前中華民國教育部部長、國立成功大學校長。[192][193][194]
- 約瑟夫·巴托西克（Józef Bartosik），90歲，波蘭二戰老兵和海軍少將。[195]
- 唐·卡德威爾（Don Cardwell），72歲，美國棒球投手。[196]
- 卡伊·克利斯蒂安森（Kaj Christiansen），86歲，丹麥足球運動員。[197]
- 塞利姆·阿爾·迪恩（Selim Al Deen），58歲，孟加拉國戲劇家，心臟驟停。[198]
- Judah Folkman，74歲，美國癌症研究員，明顯心臟病發作。[199]
- 托爾·赫斯拉（Thor Hesla），45歲，2008年喀布爾塞雷納酒店襲擊事件中的美國美國國際開發署工作人員。[200]
- 理查·克納（Richard Knerr），82歲，Wham-O的美國聯合創始人，飛盤和呼啦圈的發明者，中風。[201]
- 文森茨·列支敦斯登，57歲，奧地利政治家。[202]
- 湯米·林比（Tommy Limby），60歲，瑞典越野滑雪運動員。[203]
- 約瑟夫·佩恩，70歲，英國音樂家。[204]
- 約翰尼·斯蒂爾（Johnny Steele），91歲，巴恩斯利的英國足球經理（1960-1971,1972-1973）。[205]
- 卡斯滕·托馬森（Carsten Thomassen），38歲，挪威記者，2008年喀布爾塞雷納酒店襲擊事件。[206]
- 米爾頓·沃爾夫（Milton Wolff），92歲，美國西班牙內戰老兵。[207]

### 15日
- 布萊德·藍佛（Brad Renfro），25歲，美國電影演員。[208][209]
- K. M. Adimoolam，69歲，印度抽象藝術家。[210]
- 魯普·安德魯斯（Rupe Andrews），81歲，加拿大足球運動員。[211]
- Roger Anger，84歲，法國建築師。[212]
- Arthur I. Appleton，92歲，美國商人。[213]
- Mark Haigh-Hutchinson，43歲，英國視頻遊戲開發者（Paperboy，Zombies Eat My Neighbors），胰腺癌。[214]
- 愛德華多·洪蒂維羅斯（Eduardo Hontiveros），84歲，菲律賓耶穌會作曲家，羅馬天主教禮儀歌曲，中風。[215]
- 約翰·勞森（John D. Lawson），84歲，英國科學家。[216]
- 阿黛爾·朗邁爾（Adele Longmire），89歲，美國女演員。[217]
- 傑森·麥金太爾（Jason MacIntyre），34歲，英國公路自行車賽車手，交通事故。[218]
- 羅納德·諾爾（Ronald Noll），78歲，美國指揮家，糖尿病和心臟病併發症。[219]
- 安东尼·所罗门（Anthony M. Solomon），88歲，紐約聯邦儲備銀行行長（1980-1985），腎衰竭。[220]

### 16日
- 片岡球子，103歲，日本畫家。[221]
- 豪尔赫·德·巴格拉季昂（Jorge de Bagration），63歲，西班牙賽車手，喬治亞王室王位繼承人，肝炎。[222]
- 陈锡禄，79歲，中國羅馬天主教衡水主教，器官衰竭。[223]
- 尼古拉·克柳塞夫，80歲，馬其頓政治家和經濟學家，馬其頓總理（1991-1992）。[224]
- 皮埃爾·蘭伯特（Pierre Lambert），87歲，法國托洛茨基主義領袖，1988年總統候選人。[225]
- Munjuku Nguvauva II，85歲，納米比亞傳統部落首領，中風併發症。[226]
- Gerry Tordoff，78歲，英國板球運動員（薩默塞特郡）。[227]
- Hone Tuwhare，85歲，紐西蘭毛利詩人。[228]
- 吉田文吾，73歲，日本文樂木偶師，肝癌。[229]
- 埃利亞斯·佐格比（Elias Zoghby），96歲，埃及梅爾基特（Melkite）希臘天主教巴勒貝克大主教。[230]

### 17日
- 張根生，85歲，第七屆全國人大財經委員會副主任委員、前國務院農村發展研究中心副主任、前中共廣東省委書記、吉林省前省長。[231]
- 曼弗雷德·阿貝林（Manfred Abelein），77歲，德國政治家。[232]
- 莫菲達·艾哈邁德（Mofida Ahmed），88歲，印度政治家。[233]
- 卡洛斯，64歲，法國歌手，癌症。[234]
- 約瑟夫·錢普林（Joseph M. Champlin），77歲，美國羅馬天主教神父，骨髓，癌症。[235]
- 特雷弗·德雷頓（Trevor Drayton），52歲，澳大利亞釀酒師，爆炸。[236]
- 托尼·迪恩（Tony Dean），75歲，英國賽車手。[237]
- 鮑比·菲舍爾（Bobby Fischer），64歲，美國國際象棋特級大師，世界冠軍（1972-1975），腎衰竭。[238]
- 爱德华·D·霍克（Edward D. Hoch），77歲，美國偵探小說作家，心臟病發作。[239]
- 厄尼·霍姆斯（Ernie Holmes），59歲，美式橄欖球運動員（匹茲堡鋼人隊），車禍。[240]
- 米爾德里德·卡拉漢·鐘斯（Mildred Callahan Jones），64歲，美國裝飾旗幟先驅。[241]
- 鄧尼斯·安柏·李（Denise Amber Lee），21歲，美國綁架受害者，被槍殺。[242]
- 卡羅爾·林恩（Carole Lynne），89歲，英國女演員，伯納德·德爾豐（Bernard Delfont）的妻子。[243]
- 約翰·麥克海爾（John McHale），86歲，美國棒球運動員。[244]
- 艾倫·梅爾文（Allan Melvin），84歲，美國演員（《菲爾·西爾弗斯秀》（The Phil Silvers Show）、《佈雷迪邦奇》（The Brady Bunch）、《全家福》（All in the Family），癌症。[245]
- 瑪德琳·米爾豪德（Madeleine Milhaud），105歲，法國女演員，大流士·米爾豪德（Darius Milhaud）的妻子。[246]
- 裘莉安娜·彭齊（Giuliana Penzi），90歲，義大利舞蹈家和編舞家。[247]
- Della Purves，62歲，英國植物藝術家，肝病。[248]
- William E. Schaufele Jr.，84歲，美國外交官，美國駐上沃爾特大使（1969-1971），美國駐波蘭大使（1978-1980）。[249]
- 特雷弗·斯普裡格（Trevor Sprigg），61歲，澳大利亞政治家，西澳大利亞州立法議會鞭子，心臟病發作。[250]
- 鳥海尽三，78歲，日本小說家和編劇（Speed Racer，Gatchaman，Armored Trooper Votoms），肝癌。[251]
- 艾迪·威廉姆斯（Eddy Williams），92歲，澳大利亞板球運動員。[252]

### 18日
- 烏茲·科恩（Uzi Cohen），55歲，以色列利庫德集團政治家，心臟病發作。[253]
- 皮埃爾·米蘭達·費拉羅（Pier Miranda Ferraro），83歲，義大利歌劇男高音，心臟驟停。[254]
- 沃利·菲爾丁，88歲，英國足球運動員（埃弗頓）。[255]
- Georgia Frontiere，80歲，洛杉磯/聖路易斯公羊隊的美國大股東，乳腺癌。[256]
- 露絲·漢密爾頓，109歲，美國脫口秀主持人，新罕布什爾州普通法院成員（1964-1966,1973-1975）。[257]
- 伯特倫「吉米」詹姆斯，92歲，英國二戰飛行員，大逃亡的參與者。[258]
- 弗蘭克·勒溫（Frank Lewin），82歲，美國作曲家，心力衰竭。[259]
- 弗雷德里克·梅森爵士，94歲，英國外交官，駐智利大使。[260]
- 露易絲·內特爾頓（Lois Nettleton），80歲，美國女演員（《人群中的一張臉》《閃閃發光》《在炎熱的夜晚》），肺癌。[261]
- 保羅·尼克鬆（Paul Nixon），93歲，美國奧運自行車運動員。[262]
- 烏戈·皮羅（Ugo Pirro），87歲，義大利編劇。[263]
- 約翰·斯特羅格（John Stroger），78歲，美國政治家，伊利諾伊州庫克縣董事會主席，中風。[264]

### 19日
- 德里克·阿倫-鐘斯爵士，74歲，英國商人。[265]
- 瓦倫蒂姆·阿蒙斯（Valentim Amões），48歲，安哥拉政治家和商人，空難。[266]
- 喬治娜·布魯尼（Georgina Bruni），61歲，英國UFO研究員和作家，癌症。[267]
- 克賴頓·伯恩斯（Creighton Burns），82歲，澳大利亞編輯（The Age，1981-1989），癌症。[268]
- Victor S. Johnson， Jr.，91歲，美國律師，阿拉丁工業公司總裁，結腸癌。[269]
- 弗朗西斯·勒溫（Frances Lewine），86歲，美國記者和白宮記者，中風。[270]
- 莫裡斯·馬多克斯，79歲，塞爾比英國主教（1972-1983）。[271]
- 米爾德里德·諾布爾（Mildred Noble），86歲，美國作家和美洲原住民活動家，肝癌併發症。[272]
- 安迪·帕拉西奧（Andy Palacio），47歲，伯利茲音樂家，聯合國教科文組織和平藝術家和加里富納活動家，心臟病發作后中風。[273]
- 盧·帕爾默（Lou Palmer），75歲，美國電臺名人和播音員，腦出血。[274]
- 蘇珊娜·普萊謝特（Suzanne Pleshette），70歲，美國女演員（《鮑勃·紐哈特秀》（The Bob Newhart Show）、《鳥兒》（The Birds）、《千與千尋》（Spirited Away），呼吸衰竭。[275]
- 尤金·索耶（Eugene Sawyer），73歲，美國政治家，芝加哥市長（1987-1989），中風。[276]
- 約翰·斯圖爾特（John Stewart），68歲，美國音樂家（金斯頓三重奏），中風。[277]
- 特雷弗·泰勒（Trevor Taylor），50歲，牙買加出生的德國歌手（Bad Boys Blue），心臟病發作。[278]
- H·布拉德福德·韋斯特菲爾德，79歲，美國政治學家，帕金森病併發症。[279]
- Don Wittman，71歲，加拿大廣播公司（CBC）的加拿大體育廣播員，癌症。[280]

### 20日
- 克拉克·艾倫（Clark Allen），82歲，美國藝人、藝術家和商人，呼吸衰竭。[281]
- 路易·德·卡澤納夫（Louis de Cazenave），110歲，法國超級百歲老人，倒數第二位倖存的法國第一次世界大戰老兵，自然原因。[282]
- Ken Gee，92歲，澳大利亞法官。[283]
- 哈裡·吉爾（Harry Gill），85歲，英國皇家空軍軍官。[284]
- Talivaldis Kenins，88歲，加拿大作曲家。[285]
- 瑪吉特·克利斯蒂安（Margit Kristian），94歲，南斯拉夫奧運擊劍運動員。[286]
- 阿卜杜勒·拉蒂夫（Abdul Latif），56歲，英國餐館老闆，心臟病發作。[287]
- Duilio Loi，78歲，義大利拳擊手，阿爾茨海默病。[288]
- 湯米·麥奎特（Tommy McQuater），93歲，英國爵士小號手。[289]
- 唐納德·奧丹加，肯亞籃球運動員，槍擊。[290]
- 古爾班·蘇萊曼尼（Ghorban Soleimani），87歲，伊朗歌手和多塔爾演奏家。[291]
- 詹姆斯·勒沃伊·索倫森（James LeVoy Sorenson），86歲，美國醫療設備發明家和億萬富翁慈善家，癌症。[292]
- 喬治·瓦勒（Georges Wahler），74歲，法國奧運射擊運動員。[293]
- Eudoxia Woodward，88歲，美國畫家，癌症。[294]

### 21日
- 濱本萬三（濱本　萬三），87歲，日本前勞動大臣暨參議員，曾大力推動《被爆者援護法》。[295]
- 加籐博一（加籐  博一），56歲，前日本職棒運動員、球評。[296]
- 沈邱淡素，96歲，香港藝人「肥姐」沈殿霞的母親。[297][298]
- 小威廉·愛德華·安德魯斯，84歲，美式足球運動員。[299]
- 帕姆·巴雷特（Pam Barrett），54歲，加拿大政治家，癌症。[300]
- 比利·埃利奧特（Billy Elliott），82歲，英國足球運動員（桑德蘭）。[301]
- 埃文·加爾佈雷思（Evan G. Galbraith），79歲，美國外交官，駐法國大使（1981-1985），癌症。[302]
- 伯頓·哈特倫（Burton Hatlen），71歲，美國文學學者，國家詩歌基金會創始人，斯蒂芬·金（Stephen King）的導師，肺炎。[303]
- 佩吉·傑伊（Peggy Jay），95歲，英國政治家。[304]
- 韋斯利·恩蓋蒂奇·基穆泰（Wesley Ngetich Kimutai），30歲，肯亞馬拉松運動員，被毒箭射死。[305]
- 肯尼斯·帕內爾（Kenneth Parnell），76歲，美國被定罪的兒童猥褻者和綁架者，自然原因。[306]
- Jiří Sequens，85歲，捷克電影導演。[307]
- 瑪麗·史密斯·鐘斯（Marie Smith Jones），89歲，美國最後一位已知的以埃亞克語為母語的人，自然原因。[308]
- 路易士·卡洛斯·圖裡尼奧（Luiz Carlos Tourinho），43歲，巴西演員，腦動脈瘤。[309]

### 22日
- 鍾錦，66歲，香港「東海」、「海都」海鮮酒家創辦人。[310]
- 奧爾罕·阿克索伊，78歲，土耳其導演兼編劇。[311]
- 伯尼·波士頓（Bernie Boston），74歲，美國攝影師（“花的力量”運動），血液病。[312]
- Dora Bria，49歲，巴西帆板冠軍，車禍。[313]
- Mike Cacic，71歲，加拿大足球運動員（BC獅子隊）。[314]
- 黛安·切納里-威肯斯（Diane Chenery-Wickens），48歲，英國電視化妝師，謀殺案（最後一次活著是在這一天）。[315]
- 蘭斯·克萊蒙斯（Lance Clemons），60歲，美國棒球救濟投手，癌症。[316]
- 羅伯托·加里（Roberto Gari），88歲，美國演員和藝術家，心臟病發作。[317]
- Helge Hansen，82歲，丹麥奧運自行車運動員。[318]
- 希斯·萊傑，28歲，澳大利亞演員（《黑暗騎士》《斷背山》《我討厭你的10件事》），奧斯卡獎得主（2009年），意外吸毒過量。[319]
- 邁爾斯·勒曼（Miles Lerman），88歲，美國大屠殺紀念館創始人。[320]
- Ştefan Niculescu，80歲，羅馬尼亞作曲家。[321]
- 克勞德·皮龍（Claude Piron），76歲，瑞士語言學家和世界語作家。[322]
- 凱文·斯托尼（Kevin Stoney），87歲，英國演員（神秘博士），皮膚癌。[323]

### 23日
- 岑範，82歲，中國導演。[324]
- Andrzej Andrzejewski，46歲，波蘭空軍準將，空難。[325]
- David Askevold，67歲，加拿大藝術家。[326]
- 費利克斯·卡萊巴赫（Felix Carlebach），96歲，英國拉比。[327]
- 史蒂夫·杜普蘭蒂斯（Steve Duplantis），35歲，美國職業高爾夫球童，車禍。[328]
- 萊蒂西亞·德·奧尤埃拉（Leticia de Oyuela），74歲，宏都拉斯歷史學家。[329]
- Stein Rønning，42歲，挪威空手道世界冠軍（1990年）。[330]

### 24日
- 納忠，99歲，中國阿拉伯文化學者。[331]
- 92歲的美國攝影師李·恩佈雷（Lee Embree）拍攝了1941年珍珠港襲擊事件的第一張空對空照片，腎臟感染。.[332]
- 阿特·法蘭茨（Art Frantz），86歲，美國棒球裁判，心力衰竭。[333]
- 約翰內斯·赫格蘭（Johannes Heggland），88歲，挪威作家和政治家。[334]
- 多蘿西·軒尼詩（Dorothy Hennessey），94歲，美國修女和活動家。[335]
- J. Robert Hooper，71歲，美國政治家，馬里蘭州參議員（1999-2007），結腸癌。[336]
- Megat Junid，65歲，馬來西亞國會議員，國內貿易和消費者事務部長（1997-1999），前列腺癌。[337]
- 蘭迪·薩勒諾（Randy Salerno），45歲，美國新聞記者（CBS，WBBM-TV），雪地摩托事故。[338]
- Jahna Steele，49歲，美國跨性別表演女郎。[339]

### 25日
- 克裡斯托弗·奧爾波特（Christopher Allport），60歲，美國演員（《在洛杉磯生與死》、《另一個世界》、《費利西蒂》）、雪崩。[340]
- 伊芙琳·巴比羅利（Evelyn Barbirolli），97歲，英國雙簧管演奏家，約翰·巴比羅利爵士的妻子。[341]
- 安妮特·卡梅倫（Annette Cameron），88歲，澳大利亞政治活動家。[342]
- 理查·達爾曼（Richard Darman），64歲，美國管理和預算辦公室主任（1989-1993），白血病。[343]
- 拉爾夫·杜帕斯（Ralph Dupas），72歲，美國拳擊手，拳擊引起的腦損傷併發症。[344]
- 路易莎·霍頓（Louisa Horton），87歲，美國女演員（《我所有的兒子》《虛張聲勢》《愛麗絲》《甜蜜的愛麗絲》）。[345]
- 安德列亞斯·霍尼施（Andreas Hönisch），77歲，波蘭Servi Jesu et Mariae高級將軍，歐洲天主教童子軍的創始人。[346]
- Roc Kirby，89歲，澳大利亞Village Roadshow Limited創始人。[347]
- 羅伯特·米勒，24歲，美國士兵，追授榮譽勳章獲得者，陣亡。[348]
- 坎迪多·魯本斯·帕丁（Cândido Rubens Padín），92歲，巴西包魯主教。[349]
- 阿齊茲·塞德基，87歲，埃及總理（1972-1973）。[350]
- P. K. Thomas，81歲，威爾士神經學家。[351]
- 加里·威金斯（Gary Wiggins），55歲，澳大利亞自行車手。[352]

### 26日
- 約翰·阿達（John Ardagh），79歲，英國記者和作家。[353]
- 克利斯蒂安·白蘭度，49歲，美國演員和被定罪的殺手，馬龍·白蘭度的兒子，肺炎。[354]
- 亞伯拉罕·布魯姆伯格（Abraham Brumberg），81歲，美國作家和編輯，心力衰竭。[355]
- 雷蒙德·丹尼爾斯（Raymond Daniels），28歲，愛爾蘭足球運動員（威克洛GAA），疑似心臟病發作。[356]
- 伊戈爾·德米特裡耶夫（Igor Dmitriev），80歲，俄羅斯演員。[357]
- 乔治·哈巴什（George Habash），81歲，解放巴勒斯坦人民陣線的巴勒斯坦創始人，心臟病發作。[358]
- 布萊恩·詹內特（Bryan Jennett），81歲，英國神經外科醫生。[359]
- 亞瑟·克萊默（Arthur Kramer），81歲，美國律師，克萊默·萊文（Kramer Levin）創始人，中風。[360]
- 帕德拉克·麥吉尼斯（Padraic McGuinness），69歲，澳大利亞記者兼編輯，癌症。[361]
- Viktor Schreckengost，101歲，美國藝術家和工業設計師。[362]
- 羅伯特·韋弗（Robert Weaver），87歲，加拿大編輯和廣播員。[363]
- Lovie Yancey，96歲，美國商人，Fatburger創始人，肺炎。[364]
- 章含之，72歲，中國外交官和語言學家，毛的英語導師，尼克鬆1972年訪問的翻譯，肺部相關疾病。[365]

### 27日
- 博托·塞恩-維特根斯坦-海恩斯坦親王，80歲，德國政治家，德國紅十字會會長（1982-1994）。[366]
- 戈登·興格萊（Gordon B. Hinckley），97歲，耶穌基督後期聖徒教會美國會長。[367]
- 邁克·霍洛瓦克（Mike Holovak），88歲，美式橄欖球運動員和教練（波士頓愛國者隊），肺炎。[368]
- 肯·亨特（Ken Hunt），69歲，美國棒球運動員（辛辛那提紅人隊）。[369]
- 約翰·英格拉姆（John W. Ingram），79歲，美國鐵路高管（芝加哥、羅克島和太平洋鐵路）。[370]
- 安娜·洛姬諾娃（Anna Loginova），29歲，拳擊手科斯蒂亞·茨尤（Kostya Tszyu）的俄羅斯保鏢，在劫車時頭部受傷。[371]
- 格裡·麥金太爾（Gerry McIntyre），78歲，愛爾蘭奧運運動員。[372]
- 艾倫·羅傑斯（Alan G. Rogers），40歲，美國陸軍少校，伊拉克戰爭中第一個已知的同性戀戰鬥死亡者，簡易爆炸裝置。[373]
- 瓦列里·舒馬科夫（Valery Shumakov），76歲，俄羅斯移植學家，移植和人工器官研究所創始人。[374]
- 愛琳·斯蒂根（Irene Stegun），88歲，美國數學家。[375]
- 蘇哈托，86歲，印尼總統（1967-1998），多器官功能障礙綜合征。[376]
- 路易·韋爾奇（Louie Welch），89歲，美國德克薩斯州休斯頓市長（1964-1973），肺癌。[377]

### 28日
- 黃金波，88歲，賽鴿界大師，擁有台灣鬥雞王、狗王、鴿王之美譽。[378]
- Crisologo Abines，60歲，菲律賓政治家，心臟病發作。[379]
- Les Anning，94歲，加拿大冰球運動員。[380]
- Christodoulos，69歲，希臘教會的希臘靈長類動物，癌症。[381]
- 法蘭西斯·杜威·沃姆瑟（Frances Dewey Wormser），104歲，美國雜耍演員和百老匯戲劇女演員。[382]
- 達格芬·格羅諾塞特，87歲，挪威作家。[383]
- 約翰·岡內爾，74歲，英國政治家，國會議員（1992-2001）。[384]
- 塔皮奧·哈馬萊寧（Tapio Hämäläinen），85歲，芬蘭演員和戲劇顧問。[385]
- 格裡·派翠克·海明（Gerry Patrick Hemming），70歲，美國反卡斯特羅雇傭軍。[386]
- Bengt Lindström，82歲，瑞典畫家。[387]
- 拉裡·史密斯（Larry Smith），68歲，美國大學橄欖球教練，慢性淋巴細胞白血病。[388]
- 瑪麗·塔克瓦姆（Marie Takvam），81歲，挪威作家和演員。[389]
- 金蒂·弗雷德（Ginty Vrede），22歲，荷蘭泰拳武術家，心臟病發作。[390]

### 29日
- 雷蒙德·雅各布斯，82歲，前美國海軍陸戰隊士兵，據信為第一張硫磺島戰役豎旗照中背著無線電報話機的通訊員。[391]
- 卡斯圖斯·阿庫瓦（Kastuś Akuła），82歲，白俄羅斯作家。[392]
- 瑪格麗特·杜魯門（Margaret Truman），83歲，美國作家，哈里·S·杜鲁门（Harry S. Truman）總統的女兒。[393]
- 罗伯特·鲍尔（Robert M. Ball），93歲，美國社會保障專員（1962-1973）。[394]
- 魯本斯·格希曼（Rubens Gerchman），66歲，巴西畫家，肺癌。[395]
- 詹姆斯·希思曼（James Heathman），90歲，美國人，他發現了1931年TWA飛機失事，導致克努特·羅克恩（Knute Rockne）肺炎死亡。[396]
- 82歲的美國士兵雷蒙德·雅各斯（Raymond Jacobs）聲稱自己在硫磺島升起的第一面旗幟的照片中。
- Philippe Khorsand，59歲，法國演員。[397]
- 塞巴斯蒂安·克勞特（Sebastian Kräuter），85歲，羅馬尼亞作家，蒂米什瓦拉主教。[398]
- Abu Laith al-Libi，41歲，利比亞出生的阿富汗基地組織領導人，導彈襲擊。[399]
- Erzsébet Nagy，80歲，匈牙利作家，總理伊姆雷·納吉的女兒。[400]
- 小曼努埃爾·帕迪拉（Manuel Padilla Jr.），52歲，美國演員（《美國塗鴉》《人猿泰山》《飛天修女》），結腸癌。
- 穆加貝·韋爾，39歲，肯亞立法者，槍殺人。[401]

### 30日
- 傑里米·比德爾（Jeremy Beadle），59歲，英國電視節目主持人（《你被陷害了》，《比德爾的關於》），肺炎。[402]
- 克勞德·法拉爾多（Claude Faraldo），71歲，法國演員、編劇和電影導演。[403]
- 丹尼爾·格拉奇，64歲，捷克奧運自行車運動員。[404]
- 赫伯特·肯威斯（Herbert Kenwith），90歲，美國電視導演，前列腺癌併發症。[405]
- 邁爾斯·金頓（Miles Kington），66歲，英國報紙專欄作家和幽默作家。[406]
- 馬夏爾·馬西爾（Marcial Maciel），87歲，墨西哥宗教領袖，基督軍團的創始人。[407]
- 羅蘭·塞爾梅齊（Roland Selmeczi），38歲，匈牙利演員，車禍。[408]
- 威爾伯·瓦雷拉（Wilber Varela），50歲，哥倫比亞毒販，被槍殺。[409]

### 31日
- 邢林芝，81歲，前中共中央警衛團保衛中央首長。[410]
- 洪光達，52歲，台灣資深音樂人，與已逝歌手馬兆駿共同創作《木棉道》、《微風往事》等民歌。 [411]
- 阿裡夫·阿裡（Arif Ali），46歲，巴基斯坦出生，美聯社英國地區主任，癌症。[412]
- 薩南·阿裡扎德（Sanan Alizade），64歲，亞塞拜然政治家，心臟病發作。[413]
- 維羅妮卡·拜耳（Veronika Bayer），67歲，德國女演員。[414]
- 弗朗齐歇克·恰佩克，93歲，捷克皮划艇運動員，1948年奧運會C1 10000米金牌得主，心臟病。[415]
- 喬·克拉克（Joe Clark），87歲，英國足球運動員。[416]
- 伊瓦爾·科爾庫洪，92歲，英國貴族。[417]
- 唐納德·霍利爵士，86歲，英國外交官，駐馬來西亞高級專員（1977-1981）。[418]
- 吉姆·萊西（Jim Lacey），73歲，豪勳爵島（Lord Howe Island）的澳大利亞管理員，西部平原動物園（Western Plains Zoo）總經理。[419]
- 馬克·施韋德（Mark Schwed），52歲，美國電視評論家和記者。[420]
- 伯蒂·斯莫爾斯（Bertie Smalls），72歲，英國罪犯，線人。[421]
- 39歲的肯亞立法者大衛·基穆泰（David Kimutai Too）被槍殺。[422]
- Volodia Teitelboim，91歲，智利政治家。[423]